# Kanton Villers-Semeuse
Der Kanton Villers-Semeuse ist ein französischer Wahlkreis im Département Ardennes in der Region Grand Est. Er umfasst elf Gemeinden im Arrondissement Charleville-Mézières und hat sein bureau centralisateur in Villers-Semeuse. Der Kanton wurde am 15. Januar 1982 geschaffen und 2015 im Rahmen der landesweiten Neuordnung der französischen Kantone um zwei Gemeinden erweitert.

## Gemeinden
Der Kanton besteht aus elf Gemeinden mit insgesamt 14.255 Einwohnern (Stand: 1. Januar 2022) auf einer Gesamtfläche von 90,18 km²:
| Gemeinde               | Einwohner 1. Januar 2022 | Fläche km² | Dichte Einw./km² | Code INSEE | Postleitzahl |
| ---------------------- | ------------------------ | ---------- | ---------------- | ---------- | ------------ |
| Aiglemont              | 1.675                    | 8,85       | 189              | 08003      | 08090        |
| Gernelle               | 315                      | 4,83       | 65               | 08187      | 08440        |
| Gespunsart             | 969                      | 21,02      | 46               | 08188      | 08700        |
| Issancourt-et-Rumel    | 399                      | 5,47       | 73               | 08235      | 08440        |
| La Grandville          | 765                      | 10,02      | 76               | 08199      | 08700        |
| Lumes                  | 1.103                    | 6,14       | 180              | 08263      | 08440        |
| Neufmanil              | 988                      | 10,12      | 98               | 08316      | 08700        |
| Saint-Laurent          | 1.073                    | 4,26       | 252              | 08385      | 08090        |
| Villers-Semeuse        | 3.628                    | 7,03       | 516              | 08480      | 08000        |
| Ville-sur-Lumes        | 529                      | 3,10       | 171              | 08483      | 08440        |
| Vivier-au-Court        | 2.811                    | 9,34       | 301              | 08488      | 08440        |
| Kanton Villers-Semeuse | 14.255                   | 90,18      | 158              | 0818       | –            |

Bis zur landesweiten Neuordnung der französischen Kantone im März 2015 gehörten zum Kanton Villers-Semeuse die acht Gemeinden Gernelle, Issancourt-et-Rumel, La Grandville, Lumes, Saint-Laurent, Ville-sur-Lumes, Villers-Semeuse und Vivier-au-Court sowie ein kleiner Teil der Stadt Charleville-Mézières. Er besaß vor 2015 den INSEE-Code 0837.

## Bevölkerungsentwicklung
| 1990   | 1999   | 2006   | 2011   |
| ------ | ------ | ------ | ------ |
| 13.897 | 13.758 | 13.783 | 13.387 |

## Politik
| Vertreter im Departementrat | Vertreter im Departementrat         | Vertreter im Departementrat |
| Amtszeit                    | Namen                               | Partei                      |
| --------------------------- | ----------------------------------- | --------------------------- |
| 1982–2008                   | Roger Aubry                         | DVD                         |
| 2008–2015                   | Guy Ferreira                        | DVD                         |
| 2015–                       | Jérémy Dupuy Dominique Nicolas-Viot | DVG                         |